# Zeyk Ferenc
Zeykfalvi Zeyk Ferenc (Sinfalva, 1824. — Szentbenedek, 1885. január 6.) magyar honvédszázados, gazdálkodó, szolgabíró, alhadbiztos a magyar kir. honvédségnél 1869-1875 közt.

## Életútja
Római katolikus családból származott, apja Zeyk Lajos jegyző volt Tordán. Öccse Zeyk Albert magyar honvédszázados. A fiú, Zeyk Ferenc katonai nevelőintézetben végezte tanulmányait. 1842-től hadfi az 51. gyalogezredben, majd ugyanitt 1848 májustól hadfi őrmester, közben 60 tagból álló magyar olvasóegyletet alapított.
1948 júliusban átállt a honvédseregbe, 1848. július 20-tól hadnagy a Kolozsvárott alakuló 11. honvédzászlóaljban, ezzel a zászlóaljjal küzdötte végig a magyar szabadságharcot a dévai fegyverletételig (1849. augusztus. 18.). 1848. novemberétől főhadnagyi, 1849. márciustól századosi rangban teljesített szolgálatot és alakulata 1. századának parancsnoka volt az erdélyi hadszíntéren. 1849. május 3-án 3. osztályú katonai érdemjellel tüntették ki.
A szabadságharc leverése után gazdálkodással foglalkozott, az 1867-es kiegyezés után szolgabírónak választották Alsó-Fehér vármegyében, ugyanitt és ugyanekkor lépett be a honvédegyletbe. 1869-től alhadbiztos a magyar kir. honvédségnél 1875-ös nyugdíjazásáig.

## Írása
- Öröm-dall. Főtiszt. Szoltsányi S. Ferentz úrnak, a midőn ő csász. kir. ap. felségétől nyert arany emlékpénzzel felékesíttetnék. Kolozsvár, 1835.